# Sứ mệnh của con người lên Sao Hỏa

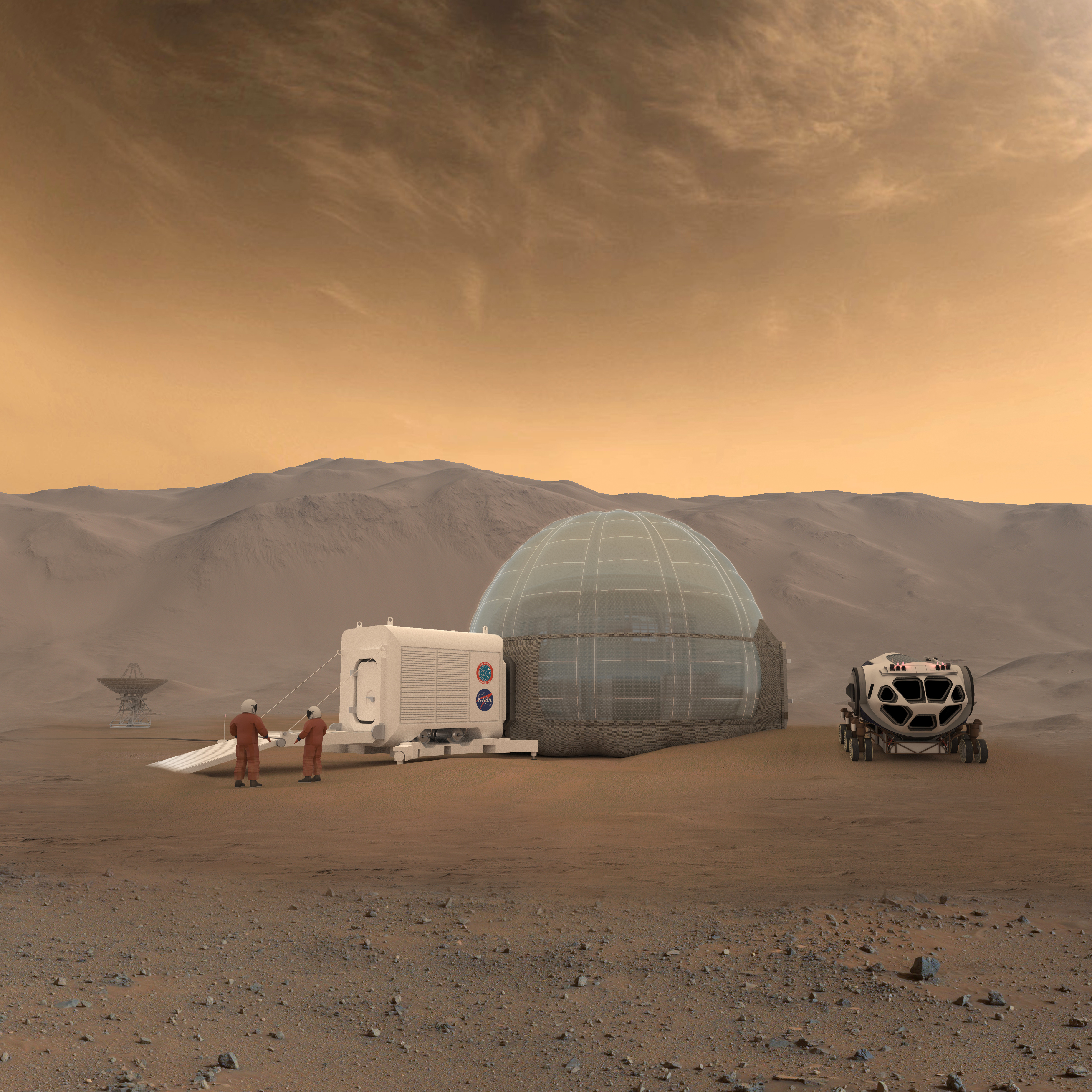
Ý tưởng cho căn cứ Sao Hỏa với mái vòm băng, rover có áp suất và bộ đồ Sao Hỏa.

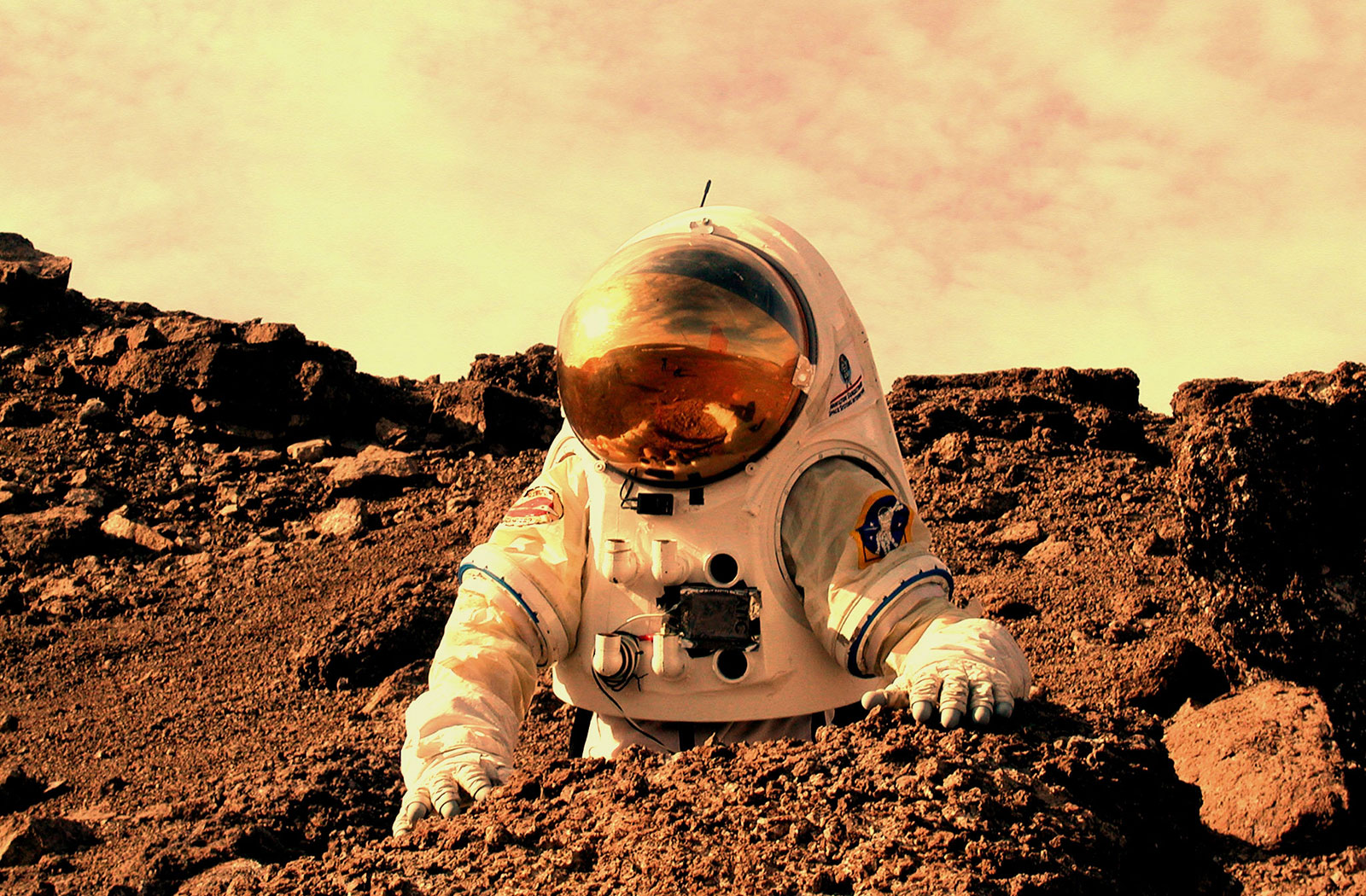
Biểu hiện của một người trong một phi hành gia trên Sao Hỏa.

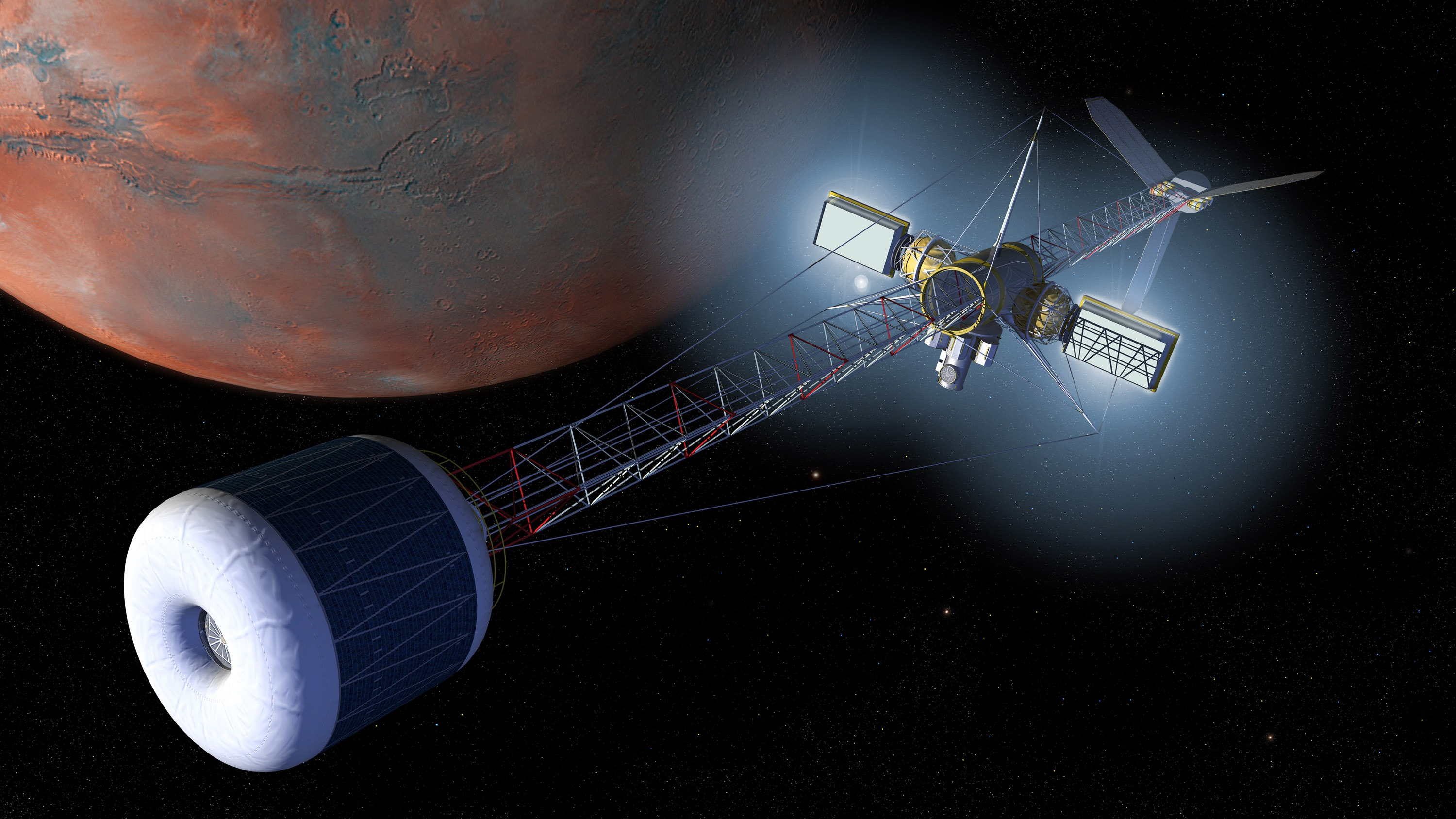
Mô phỏng nghệ thuật của một phi hành đoàn vận chuyển tàu vũ trụ đến Sao Hỏa.

Sứ mệnh của con người lên Sao Hỏa là chủ đề của khoa học viễn tưởng, kỹ thuật hàng không vũ trụ và các đề xuất khoa học từ cuối những năm 1940 như một phần của việc thăm dò Sao Hỏa. Các kế hoạch bao gồm các đề xuất hạ cánh trên Sao Hỏa, cuối cùng định cư và cải tạo địa hình hành tinh. Một số người cũng đã xem xét việc khám phá các vệ tinh Phobos và Deimos của Sao Hỏa.
Việc thăm dò Sao Hỏa là mục tiêu của các chương trình không gian quốc gia trong nhiều thập kỷ. Công việc sơ bộ cho các nhiệm vụ liên quan đến các cuộc thám hiểm của con người đã được thực hiện từ những năm 1950, với các nhiệm vụ theo kế hoạch thường được tuyên bố là diễn ra từ 10 đến 30 năm trong tương lai khi chúng được soạn thảo. Danh sách các kế hoạch sứ mệnh Sao Hỏa phi hành đoàn cho thấy các đề xuất nhiệm vụ khác nhau đã được đưa ra bởi nhiều tổ chức và cơ quan không gian trong lĩnh vực thám hiểm không gian này. Các kế hoạch đã thay đổi từ các cuộc thám hiểm khoa học trong đó một nhóm nhỏ (2 đến 8) đến thăm Sao Hỏa trong khoảng thời gian vài tuần hoặc một năm, cho đến sự định cư vĩnh viễn trên Sao Hỏa.
Trong những năm 2010, nhiều cơ quan của Mỹ, Châu Âu và Châu Á đã phát triển các đề xuất cho các sứ mệnh của con người lên Sao Hỏa. Họ hiện đang phát triển và thử nghiệm các công nghệ.
Sao Hỏa trong tiểu thuyết là mục tiêu thường xuyên của sự khám phá và định cư trong sách, tiểu thuyết đồ họa và phim.